# Metamorfoza nekrotyczna
Metamorfoza nekrotyczna, metamorfoza nekrobiotyczna – typ przeobrażenia, podczas którego następuje rozpuszczenie narządów wewnętrznych, a następnie wtórne utworzenie nowego organizmu wewnątrz osłonki larwy pierwotnej lub stadium wyjściowego. Występuje u wstężnic (Nemertea) oraz owadów przechodzących przeobrażenie zupełne.